# レンチウイルス属
レンチウイルスは、ヒトおよび他の哺乳類において、長い潜伏期間を特徴とする、慢性で致命的な疾患を引き起こすレトロウイルス科のー属。エイズを引き起こすヒト免疫不全ウイルス（HIV）もこの属に含まれる。レンチウイルスは世界中に分布し、類人猿、牛、山羊、馬、猫、羊のほか、近年、サル、キツネザル、マレーヒヨケザル、ウサギ、フェレットで発見され、いくつかの哺乳類を宿主とすることが確認されている。
レンチウイルスは、宿主細胞のDNAにウイルスcDNAを大量に組み込むことができ、非分裂細胞にも効率よく感染できるため、最も効率的な遺伝子導入法の1つである。また、レンチウイルスは宿主の生殖細胞系列ゲノムに組み込まれ、内在性（ERV）になり、ウイルスは宿主の子孫に受け継がれることもある。

## 分類
レンチウイルスには血清型は、宿主の脊椎動物（霊長類、ヒツジ・ヤギ、ウマ、ネコ、ウシ）により5種類に分類される。霊長類のレンチウイルスは、CD4タンパク質を受容体とするか、 dUTPaseを持つかにより区別される。いくつかのグループは交差反応性のgag抗原を持つ（例えば、ヒツジ、ヤギ、ネコのレンチウイルス）。ライオンなどの大型ネコ科動物のgag抗原に対する抗体は、ネコレンチウイルスやヒツジ/ヤギレンチウイルスに近縁の未発見のウイルスの存在を示唆している。

## 形態
ビリオンはエンベロープに包まれており、やや多形性の球形で、直径80〜100nmである。エンベロープの突起により、表面が粗く見えるが、小さなスパイク（約8 nm）が表面に均一に分散していることもある。ヌクレオカプシド（コア）は等角で、核様体は同心円状の棒状、または円錐台のような形をしている。

## ゲノム構成と複製
他のレトロウイルスと同様に、レンチウイルスはgag、pol、env遺伝子を持ち、5´-gag-pol-env-3´の順に並んでいる。ただし、他のレトロウイルスとは異なり、レンチウイルスはtatとrevという2つの調節遺伝子を持つ。また、ウイルスによってはその産物がウイルスRNAの合成や処理、その他の複製機能の制御に関与するアクセサリー遺伝子を持つ。例えば、HIV-1の場合はvif、vpr、vpu、nefを持つ。長い末端反復（Long Terminal Repeat; LTR）は約600ntの長さで、そのうちU3領域が450nt、R領域が100nt、U5領域が約70ntの長さである。
レトロウイルスは通例、キャプシド内にRNAゲノムと結合する特定のタンパク質を持つ。これらのタンパク質は、ゲノム複製の初期段階に関与しており、逆転写酵素とインテグラーゼが含まれる。逆転写酵素は、ウイルスにコードされたRNA依存性DNAポリメラーゼである。この酵素は、ウイルスRNAゲノムを鋳型とし、相補的なDNAのコピーを合成する。逆転写酵素は、鋳型RNAを分解するRNaseH活性も持つ。インテグラーゼは、逆転写酵素によって生成されたウイルスのcDNAと宿主のDNAの両方に結合する。インテグラーゼは、ウイルスゲノムを宿主DNAに挿入する前にLTRを処理する。 Tatは、転写の際にトランス活性化因子として機能し、開始と伸長を促進する。 Rev応答エレメントは転写後に作用し、mRNAスプライシングと細胞質への輸送を調節する。 

## タンパク質
レンチウイルスのタンパク質は、5つの主要な構造タンパク質と3〜4つの非構造タンパク質（霊長目レンチウイルスでは3つ）で構成されている。 
構造タンパク質（サイズ順）：
1. Gp120表面エンベロープタンパク質SU。 ウイルス遺伝子envにコードされ、120000 Da（ダルトン）。
2. Gp41膜貫通エンベロープタンパク質TM。ウイルス遺伝子envにコードされ、41000 Da
3. P24キャプシドタンパク質CA。ウイルス遺伝子gagにコードされ、24000 Da
4. P17マトリックスタンパク質MA。ウイルス遺伝子gagにコードされ、17000 Da
5. P7 / P9キャプシドタンパク質NC。ウイルス遺伝子gagによってコードされ、7000-11000 Da。

エンベロープタンパク質SUおよびTMは、少なくとも一部のレンチウイルス（HIV、SIV）ではグリコシル化されている。グリコシル化は、宿主の免疫系応答に必要な抗原部位の隠蔽と変異において構造的な役割を果たしている。
酵素：
1. 逆転写酵素RT。pol遺伝子にコードされる。66000Da。
2. インテグラーゼIN。pol遺伝子にコードされる。32000Da。
3. プロテアーゼPR。pro遺伝子（一部のウイルスではpol遺伝子の一部）にコードされる。
4. dUTPase DU。pro遺伝子（一部のウイルスではpol遺伝子の一部）によってコードされる。役割は不明。14000Da。

遺伝子調節タンパク質：
1. Tat ：主要なトランス活性化因子
2. Rev ：主要なウイルスタンパク質の合成に重要なタンパク質

アクセサリータンパク質：
1. Nef ：負の制御因子
2. Vpr ：調節タンパク質
3. Vif ：APOBEC3阻害剤
4. Vpu / Vpx ：HIVの各タイプに固有
5. p6：gagの一部

### 抗原性
血清学的関係：抗原決定基は型特異的なものと群特異的なものがある。型固有の反応性を持つ抗原決定基はエンベロープ上に存在する。型特異的な反応性を持ち、抗体を介した中和に関与する抗原決定基は、糖タンパク質上に存在する。同じ血清型の種間では交差反応性がみられるが、異なる属の種間では見られない。レンチウイルスの分類群では、抗原性に基づいて分類されることは少ない。

## 疫学
- 宿主範囲と症状：ウイルスの宿主は、霊長目（ヒト、類人猿、猿）、食肉目（猫、犬、その他の肉食動物）、奇蹄目、偶蹄目（一本足および二本足のひづめ哺乳類）に存在する。
- 感染経路：媒介者を介さずに伝染する。
- 地理的分布：世界中。

## 物理化学的および物理的特性
- 全般
  - ショ糖中の浮遊密度 1.16〜1.18 g cm -3
  - ビリオンは熱、洗剤、およびホルムアルデヒドに弱い
  - 感染力は紫外線照射の影響を受けない

クラスC形態を持つものとして分類
- 核酸
  - ビリオンは2％の核酸を含む
  - ゲノムは二量体からなる

目的shRNAのレンチウイルスによる送達と哺乳類細胞におけるRNA干渉のメカニズム。

  - ビリオンは直鎖プラス鎖一本鎖RNAを1分子ずつ含む
  - ゲノム1分子の長さは8k〜10k nt（ウイルスによって異なる）
  - ゲノムは末端反復配列（長い末端反復：LTR）を持つ（約600 nt）
  - ゲノムの5'末端にはキャップが存在する
  - 1型のキャップシーケンスはm7G5ppp5'GmpNp
  - 各モノマーの3'末端にはポリ（A）鎖がある
  - 1粒子に2コピーのRNA（ワトソン・クリック塩基対形成により二量体を形成）
- タンパク質
  - 11種類のタンパク質
  - ビリオンは60％のタンパク質を含む
  - 5つの（主要な）構造ビリオンタンパク質が発見されている
- 脂質：ビリオンは35％の脂質を含む
- 炭水化物：粒子で検出されたその他の化合物として3％炭水化物を含む

## 遺伝子導入ベクターとしての利用
レンチウイルスは、主にin vitro系や動物モデルに遺伝子産物を導入するために用いられる研究ツールである。レンチウイルスは特定の遺伝子を安定して過剰発現させるために用いられ、モデルシステムで遺伝子発現の増加の影響を調べることができる。逆に、レンチウイルスを用いて、RNA干渉技術により特定の遺伝子の発現を阻害することもでき、大規模な共同作業が高スループットで進行中である。
もう一つの一般的な用途は、レンチウイルスを用いて新しい遺伝子をヒトや動物の細胞に導入することである。たとえば、マウス血友病モデルに、ヒト血友病で変異している遺伝子である野生型血小板第VIII因子を発現させることにより血友病を改善できる。レンチウイルスの感染は、他の遺伝子治療法と比較して、分裂細胞と非分裂細胞への感染効率が高く、導入遺伝子を長期間安定に発現させることができ、免疫原性が低いなどの利点がある。また、ヒトへの応用が検討されているPDGF （血小板由来成長因子）遺伝子を糖尿病マウスに導入することにも成功している 。また、レンチウイルスは腫瘍抗原に対する免疫反応を引き起こすためにも使用されている 。これらの治療法は、現在のほとんどの遺伝子治療実験と同様に、有望ではあるがコントロールされたヒトでの研究において安全性と有効性が確立されるには至っていない。ガンマレトロウイルスおよびレンチウイルスベクターは、これまでに300以上の臨床試験で使用されており、さまざまな疾患の治療法として取り組まれている 。